# Эль-Брази, Абделькадер
Абделькадер Эль-Брази (араб.  عبد القادر البرازي‎; 5 ноября 1964, Беркан, Восточная область — 24 января 2014, Рабат) — марокканский футболист, вратарь, выступавший за сборную Марокко на Чемпионате мира во Франции.

## Карьера

### Клубная
Большую часть карьеры Абделькадер провёл в клубе ФАР из Рабата, за который выступал с 1988 по 1998 год и стал чемпионом Марокко в 1989.
В 1998 году голкипер перешёл в египетский клуб «Исмаили» и стал первым марокканским игроком в чемпионате Египта. В «Исмаили» Эль-Брази провёл 2 сезона, выиграл кубок Египта в 2000 году, после чего завершил игровую карьеру.

### В сборной
Абделькадер начал выступать за сборную Марокко с 1989 года. В 1992 году он был включён в заявку на Кубок африканских наций в Сенегале, однако на турнире ни одного матча не провёл.
В 1998 году вновь представлял Марокко на континентальном первенстве в Буркина-Фасо. Голкипер принял участие во всех четырёх играх своей команды, дошедшей до четвертьфинала.
Эль-Брази попал в окончательный состав сборной Марокко для участия в Чемпионате мира во Франции, но на поле так и не появился.

## Смерть
Абделькадер умер 24 января 2014 года в Рабате после продолжительной борьбы с раком.

## Достижения
ФАР:
- Чемпион Марокко: 1988/89

 Исмаили:
- Обладатель Кубка Египта: 2000